# Macaquinhos
Macaquinhos é uma peça teatral brasileira cuja estreia se deu em 2011 e que foi idealizada pelos artistas Caio Costa, Mavi Veloso e Yang Dallas, alegadamente com base no livro "O Povo Brasileiro", de Darcy Ribeiro. A peça se tornou polêmica pois nela há um ato no qual oito atores se enfileiram nus, com os pés e os braços no chão, e exploram com os dedos o ânus do colega à frente, formando um círculo de corpos. Segundo os artistas, a performance, que foi apresentada em 2019 em São Paulo, serviria como metáfora para o desequilíbrio entre os países do hemisfério sul, representados pela região anal.

## Histórico
A peça estreou no Museu do Piauí no ano de 2011. Após uma série de polêmicas relativas às apresentações no Brasil, a peça obteve ao menos uma temporada internacional, que incluiu as cidades alemãs de Hamburgo e Frankfurt, como parte do "Projeto Brasil Tropicalypse Now!", mostra com expoentes contemporâneos de dança, teatro, artes visuais e performance.
| “                  | A performance investiga o órgão excretor como metáfora do 'hemisfério sul' no corpo, um olhar para o desconhecido e o obscuro. | ” |
| — Caio César Costa | |   |